# Facharzt für Psychiatrie und Psychotherapie
Facharzt für Psychiatrie und Psychotherapie, auch Psychiater und Psychotherapeut/Psychiaterin und Psychotherapeutin, ist in Deutschland die offizielle Bezeichnung für einen Facharzt, der sich auf die ärztliche Tätigkeit in den Fachdisziplinen Psychiatrie und Psychotherapie spezialisiert hat.

## Gebiet Psychiatrie und Psychotherapie
Das Gebiet Psychiatrie und Psychotherapie umfasst die Vorbeugung, Erkennung und somatotherapeutische, psychotherapeutische sowie sozialpsychiatrische Behandlung und Rehabilitation von psychischen Erkrankungen und Störungen, die psycho-somatischen bzw. somato-psychischen Wechselwirkungen und toxischen Schädigungen unter Berücksichtigung ihrer psychosozialen Anteile, psychosomatischen Bezüge und forensischen Aspekte.

## Facharzt-Weiterbildung
Um in Deutschland als Facharzt für Psychiatrie und Psychotherapie tätig werden zu können, muss nach dem Abschluss eines Medizinstudiums und erteilter Approbation als Arzt eine mindestens 60 Monate umfassende Weiterbildung im Gebiet Psychiatrie und Psychotherapie mit Erfolg absolviert worden sein. Zusätzlich besteht die Möglichkeit der ergänzenden Qualifikation im Fach durch das Absolvieren der Schwerpunkt-Weiterbildung Forensische Psychiatrie sowie von zahlreichen Zusatz-Weiterbildungen.
Die Weiterbildungszeit von 60 Monaten Psychiatrie und Psychotherapie muss an zugelassenen Weiterbildungsstätten absolviert werden, davon müssen abgeleistet werden:
- 12 Monate in Neurologie
- 24 Monate in der stationären Patientenversorgung
- können zum Kompetenzerwerb bis zu 12 Monate Weiterbildung in den Facharztgebieten Allgemeinmedizin, Innere Medizin, Psychosomatische Medizin und Psychotherapie, Kinder- und Jugendpsychiatrie und -psychotherapie und/oder im Schwerpunkt Forensische Psychiatrie erfolgen.

Bei der Anmeldung zur Weiterbildungsprüfung müssen der zuständigen Ärztekammer sämtliche Nachweise über die erfüllten Mindestanforderungen vorgelegt werden. Dazu gehören auch die Logbuch-Dokumentationen über alle durch die MWBO vorgegebenen Inhalte der Weiterbildung. Zur Weiterbildungsprüfung muss man darlegen, dass man über die entsprechenden Kenntnisse, Erfahrungen und Fertigkeiten im Fach verfügt.

### Inhalte der Weiterbildung
Zur Weiterbildungsprüfung muss dargelegt werden können, dass man Kenntnisse, Erfahrungen und Fertigkeiten unter anderem in folgenden Bereichen erlangt hat:
- Psychiatrische Krankheitslehre und Diagnostik
- Diagnostik von psychischen Erkrankungen und Störungen im Alter
- Indikationsstellung und Befundinterpretation von elektrophysiologischen Methoden (z. B. EEG) und bildgebenden Verfahren (z. B. kraniale Computertomographie, Kernspin- und Positronen-Emissions-Tomographie)
- Behandlung psychischer Erkrankungen und Störungen
- Einleitung und Überwachung von ergotherapeutischen, sport- und bewegungstherapeutischen und kreativtherapeutischen Maßnahmen
- Entspannungsverfahren, z. B. autogenes Training, progressive Muskelrelaxation, Hypnose
- Anwendung supportiver und psychoedukativer Methoden
- Psychotherapeutische evidenzbasierte Kurzinterventionen
- Durchführung wissenschaftlich anerkannter Psychotherapieverfahren und Methoden, insbesondere
  - ENTWEDER im verhaltenstherapeutischen Verfahren
  - ODER im psychodynamischen/tiefenpsychologischen Verfahren
  - ODER im Verfahren der systemischen Therapie (Einzel-, Paar- oder Familientherapie)
- Gruppenpsychotherapie
- Behandlung psychischer Erkrankungen und Störungen bei Menschen mit Behinderung und mit Intelligenzminderung
- Suchtmedizinische (Grund-)Versorgung
- Krisenintervention, z. B. bei Suizidalität, Intoxikation, Delir, maniformen Syndromen, katatonen Syndromen, akuten Angstzuständen, dissoziativen Syndromen

- Selbsterfahrung: Einzelselbsterfahrung und/oder Gruppenselbsterfahrung
- Balintgruppenarbeit oder interaktionsbezogene Fallarbeit
- Neurologie im Rotationsjahr
  - Anamnese, Befunderhebung, Erkennung von und Umgang mit
    - vaskulären Erkrankungen des Gehirns
    - entzündlichen und Autoimmunerkrankungen des Nervensystems
    - anfallsartigen Störungen des Bewusstseins und Epilepsien
    - Hirntumoren und anderen raumfordernden Prozessen
    - degenerativen Erkrankungen des Nervensystems mit dem Leitsymptom Demenz und Basalganglienerkrankungen, insbesondere Parkinsonsyndrome
    - somatoforme Störungen der Motorik

  - Durchführung und Befunderstellung von standardisierten Testverfahren und Skalen bei neuropsychologischen/verhaltensneurologischen Störungen

## Schwerpunkt-Weiterbildung Forensische Psychiatrie
Die Schwerpunkt-Weiterbildung in Forensischer Psychiatrie baut auf der abgeschlossenen Facharzt-Weiterbildung Psychiatrie und Psychotherapie auf. Sie dauert 24 Monate, wird an einer zugelassenen Weiterbildungsstätte absolviert und ist Voraussetzung für das Führen der Berufsbezeichnung Forensische Psychiaterin/Forensischer Psychiater.

## Zusatz-Weiterbildungen
Fachärztinnen und -ärzte für Psychiatrie und Psychotherapie haben die Möglichkeit, sich durch Zusatz-Weiterbildung weiter zu qualifizieren. Hierzu gehören insbesondere die Zusatz-Weiterbildungen Geriatrie, Psychoanalyse, Schlafmedizin, Sexualmedizin. Außerdem besteht die Möglichkeit der Qualifizierung in den Zusatz-Weiterbildungen, die Fachärzten der Gebiete der unmittelbaren Patientenversorgung vorbehalten sind.

## Geschichte
Der Facharzt für Psychiatrie und Psychotherapie hat 1994 die vorhergehenden Facharztbezeichnungen Facharzt für Psychiatrie sowie den Nervenarzt (als kombinierte Facharztausbildung aus Psychiatrie und Neurologie) ersetzt. Seitdem ist die Psychotherapie ein verpflichtender Teil der Facharztausbildung der Psychiater.
Nach der Ärztestatistik der Bundesärztekammer gab es im Jahr 2015 10.450 berufstätige Fachärzte für Psychiatrie und Psychotherapie in Deutschland. Der Facharzt für Psychiatrie und Psychotherapie gehört damit zu den vergleichsweise selteneren Fachärzten, so gab es z. B. 2015 mit 50.834 deutlich mehr Fachärzte für Innere Medizin.

## Abgrenzung
Der Facharzt für Psychiatrie ist zu unterscheiden von den beiden anderen Fachärzten mit Psychotherapie im Titel (d. h. dem Facharzt für Psychosomatische Medizin und Psychotherapie und dem Facharzt für Kinder- und Jugendpsychiatrie und Psychotherapie). Zudem ist er abzugrenzen vom Psychologischen Psychotherapeuten, der nach einem Studium der Psychologie eine Psychotherapieausbildung absolviert hat.

## Fachgesellschaften
- Deutsche Gesellschaft für Psychiatrie und Psychotherapie, Psychosomatik und Nervenheilkunde (DGPPN)
- Liste Psychotherapeutischer Fach- und Berufsverbände